# シュレーダーの方程式
数学におけるシュレーダーの方程式（シュレーダーのほうていしき、英: Schröder's equation）は、エルンスト・シュレーダーの名にちなむ、一つの独立変数を持つある函数方程式のことを言う。すなわち、与えられた函数 h(x) に対し、次を満たす函数 Ψ(x) を見つける問題を考える：
{\displaystyle \Psi (h(x))=s\Psi (x).}
シュレーダーの方程式は、ある函数 f(x) を f(h(x)) に送る合成作用素に対する固有値方程式である。
a が、h(a) = a を満たす意味で h(x) の不動点であるなら、Ψ(a) = 0（あるいは ∞）か s = 1 のいずれかが成り立つ。したがって、Ψ(a) が有限で Ψ' (a) が消失も発散もしないのであれば、固有値 s は s = h' (a) で与えられる。

## 函数的意義
a = 0 に対し、h が単位円板上で解析的であり、0 を固定し、さらに 0 < |h′(0)| < 1 を満たす場合、シュレーダーの方程式を満たすある解析的な（非自明の）Ψ が存在することが、1884年にケーニッヒによって示された。これは解析的な函数の空間上の合成作用素について理解する上で非常に多くの利がある長い定理の第一ステップの一つである。ケーニッヒ函数を参照。
シュレーダーの方程式は、自己相似性を符号化することに適しているため、非線型ダイナミクスの研究（しばしば口語的にカオス理論と呼ばれる）において幅広く利用されている。しばしば乱流や、くりこみ群の研究においても用いられる
シュレーダーの共役函数の逆 Φ=Ψ−1 に対する、シュレーダーの方程式の同値な転置型は、h(Φ(y)) = Φ(sy) である。変数変換 α(x)=log(Ψ(x))/log(s)（アーベル函数）によってさらに、シュレーダーの方程式はよる古いアーベル方程式 α(h(x)) = α(x)+1 へ変換される。同様に、変数変換 Ψ(x) = log(φ(x)) によってシュレーダーの方程式はボッチャーの方程式に変換される。さらに、速度 β(x) = Ψ/Ψ '  に対し、ジュリアの方程式  β(f(x)) = f '  (x) β(x) が成立する。
シュレーダーの方程式の n 次のべきは、固有値が sn であるようなシュレーダーの方程式の解を与える。同じようなやり方で、シュレーダーの方程式の可逆な解 Ψ(x) に対し、（非可逆な）函数 Ψ(x) k(logΨ(x)) もまた周期が log(s) の任意の周期函数  k(x) に対して解になる。シュレーダーの方程式のすべての解は、このような方法で関連付けられる。

## 解
シュレーダーの方程式は、a が吸引的（但し超吸引的ではない）な不動点である場合、すなわち 0 < |h'(a)| < 1 である場合は、ガブリエル・ケーニッヒ（1884）によって解析的に解かれた。
超吸引的な不動点の場合、すなわち |h'(a)| = 0 である場合は、シュレーダーの方程式は扱いにくく、ボッチャーの方程式に変換することが最善の選択であろう。
特殊解は、シュレーダーの1870年の原著論文にまで遡って、多くのものが知られている。
不動点の周りでの級数展開と、軌道に対する解の適切な収束性およびその解析的性質については、ジョージ・セケレシュによってまとめられている。その解の幾つかは、漸近展開によって与えられる。例えばカーレマン行列を参照。

## 応用
シュレーダーの方程式は、h(x) によって生成される系（軌道）がより簡単に見えるような新たな座標系を見つけるために、離散力学系の解析において用いられる。より具体的に、離散単位時間幅が x → h(x) に達するような系は、上述のシュレーダーの方程式の解によって再構成される滑らかな軌道（あるいはフロー）、すなわち共役方程式を持つ。
すなわち、   h(x) = Ψ−1(s Ψ(x)) ≡ h1(x) である。
一般に、シュレーダーの方程式のすべての函数的反復（正規反復群）は、次の軌道で与えられる。
{\displaystyle h_{t}(x)=\Psi ^{-1}(s^{t}\,\Psi (x)),}
ここで t は実であるが必ずしも正あるいは整数である必要は無い（すなわち、全連続群である）。hn(x) の集合、すなわち h(x) のすべての正の整数回の反復（半群）は、h(x) のスプリンター (splinter) あるいはピカール列と呼ばれる。
しかし、h(x) のすべての反復（分数回、無限小あるいは負）は、シュレーダーの方程式を解くために決定された座標変換 Ψ(x) を通じて、同様に特定される。すなわち、初期の離散漸化式 x → h(x) の光学的な連続補間が構成される。実際、それは全軌道である。
例えば、函数的平方根は h½(x) = Ψ−1 (s½ Ψ(x)) であるため、h½(h½(x) ) = h (x) もまた成立する。

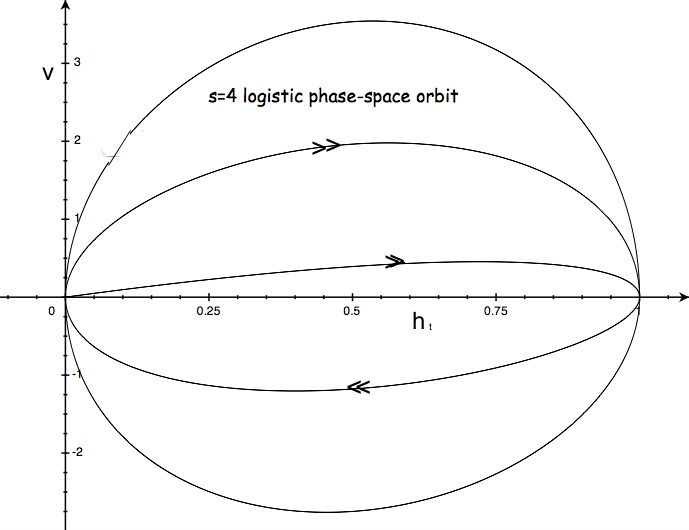
s=4 のカオス的ロジスティック写像 h(x) の相空間軌道のはじめの五つの半周期を、シュレーダーの方程式によって光学的に補間したもの。h_{t} に対する速度 v=dh_{t}/dt がプロットされている。全時間をかけてすべての x を通る軌道においてカオス性は明らかである。

例えば、カオス的であるようなロジスティック写像の特別な場合 h(x) = 4x(1 − x) は、シュレーダーの原著論文においてすでに算出されていた（例えば p. 306 を参照）：
{\displaystyle \Psi (x)=\arcsin ^{2}({\sqrt {x}}),\,s=4.} したがって {\displaystyle h_{t}(x)=\sin ^{2}(2^{t}\arcsin({\sqrt {x}})).}
実際この解は、シュレーダーの方程式によって影響される連続的な反復の一般的な特徴である、スイッチバック・ポテンシャル V(x) ∝ x(x−1) (nπ+arcsin √x)2 の列によって記述される運動として観測される。
カオス的でない場合、h(x) = 2x(1−x) によって
{\displaystyle \Psi (x)=-{\frac {1}{2}}\ln(1-2x),} したがって {\displaystyle h_{t}(x)=-{\frac {1}{2}}\left((1-2x)^{2^{t}}-1\right)}
であることもまた示されていた。
同様に、ベバートン＝ホルトモデル h(x)=x/(2−x) に対し、Ψ(x) =  x/(1−x) であり、したがって
{\displaystyle h_{t}(x)=\Psi ^{-1}(2^{-t}\,\Psi (x))={\frac {x}{2^{t}+x(1-2^{t})}}~.}
であることがすでに知られている。